# Аррас-Уэст
Аррас-Уэст (фр. Arras-Ouest) — упраздненный кантон во Франции, находился в регионе Нор-Па-де-Кале, департамент Па-де-Кале. Входил в состав округа Аррас.
В состав кантона входили коммуны (население по данным Национального института статистики за 2011 г.):
- Аррас (21 780 чел.) (частично)

## Политика
|  | Кандидат      | Партия                   | % голосов |
|  | ------------- | ------------------------ | --------- |
|  | Дениз Бокийе  | Демократическое движение | 50,13     |
|  | Антуан Детюрн | Социалистическая партия  | 49,87     |

|  | Кандидат     | Партия                   | % голосов |
|  | ------------ | ------------------------ | --------- |
|  | Ален Фоке    | Социалистическая партия  | 51,78     |
|  | Дениз Бокийе | Демократическое движение | 48,22     |